# Sam Hinds
Pour les articles homonymes, voir Samuel Hinds.
Samuel Hinds, né le 27 décembre 1943 à Georgetown, est un homme d'État guyanien. Il est Premier ministre presque sans discontinuité entre 1992 et 2015.

## Biographie
Samuel Hinds est né le 27 décembre 1943 à Georgetown. Il devient ingénieur et travaille pendant vingt-cinq ans dans l'industrie de la bauxite.
De 1963 à 1967, il fait des études à l'Université du Nouveau-Brunswick à Fredericton au Canada, où il obtient un baccalauréat ès sciences en génie chimique. En 1994, il est titulaire d'un doctorat honorifique en sciences de cette même Université.
Il s'implique peu à peu dans le mouvement pour défendre les « droits de l'homme » contre le gouvernement du Congrès national du peuple. Pendant ce combat, il se rapproche de l'ancien Premier Ministre Cheddi Jagan.
Quand le Parti populaire progressiste gagne les élections (en) en 1992, il est nommé Premier ministre sous la présidence de Cheddi Jagan. Lorsque celui-ci meurt le 6 mars 1997, Sam Hinds le remplace comme président de la République afin d'achever le mandat alors en cours. Celui-ci prend fin le 19 décembre de la même année, quand Janet Jagan, veuve de Cheddi, prend ses fonctions de nouvelle présidente de la République. Elle le nomme de nouveau Premier ministre le 22 décembre suivant, poste qu'il occupe jusqu'à la démission de Janet Jagan le 9 août 1999. Deux jours plus tard, le nouveau président de la République, Bharrat Jagdeo, le reconduit aussitôt Premier ministre. Il demeure ainsi en fonction pendant les douze ans de présidence de ce dernier, ainsi que sous le mandat de son successeur Donald Ramotar. En mai 2015, après la victoire de l'opposition aux élections générales, il quitte ses fonctions et cède la place à Moses Nagamootoo.
Samuel Hinds assume des fonctions à l'ambassade de la république coopérative du Guyana en tant que neuvième ambassadeur du Guyana aux États-Unis d'Amérique et également en tant que cinquième représentant permanent de son pays auprès de l'Organisation des États américains (OEA).